# 吐和高速道路

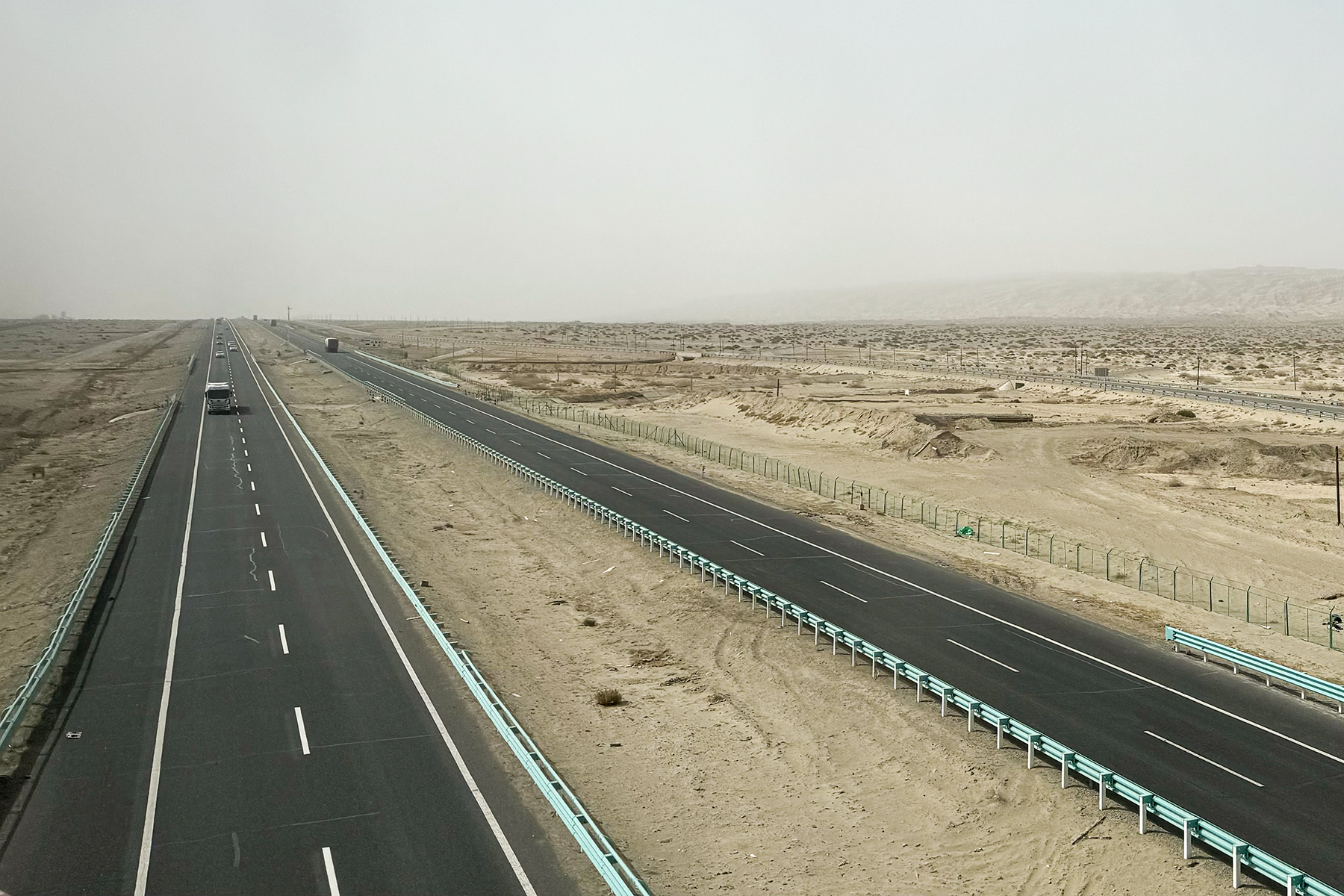
アクス地区オンスー県で

吐和高速道路（赤線）

吐和高速道路（とわこうそくどうろ、中国語: 吐和高速公路）は、中国新疆ウイグル自治区でほぼ完成した高速道路で、道路番号は3012である。連霍高速道路（連雲港市-ホルガス県、道路番号：G30）の支線で、トクスン県トルファンから、コルラ市・クチャ市・アクス地区などタクラマカン砂漠の北側を経て西端のカシュガル地区へ達し、そこから砂漠の南側を東へホータン地区ロプ県の国道315号線を結ぶ。全線新疆ウイグル自治区内にあり、全長は1,931km。
この高速道路は、北の終点であるトクスンからイェチェン（葉城）までと、カラカシュ県（墨玉）から南の終点であるホータン県ロプ県までが完全に完成している。残るはカルギリク県からカラカシュ県までの区間だけである。最終的には、南側の終点は現在計画中の西和高速道路の西端と接続する。

## 参照項目
- 中華人民共和国の高速道路